# Meleoma arizonensis
Meleoma arizonensis is een insect uit de familie van de gaasvliegen (Chrysopidae), die tot de orde netvleugeligen (Neuroptera) behoort. 
Meleoma arizonensis is voor het eerst wetenschappelijk beschreven door Banks in 1903.